# Vári Szabó Sámuel
Vári Szabó Sámuel (Felsőörs, 1813. augusztus 26. (keresztelés) – Tiszaföldvár, 1894. január 15.) református lelkész, növénynemesítő.

## Élete
Felsőörsön született, ahol apja, Szabó Sámuel szintén lelkész volt, anyja Imreh Zsófia. Hittani pályáját 1837-ben Pápán végezte; további tanulásra Bécsbe ment. Innét megjővén, egy ideig nevelősködött Zala vármegyében. 1839-ben a csóri egyház meghívását fogadta el; rövid idő múlva Hajmáskérre (Veszprém vármegye), majd Tiszavárkonyba és 1845-ben Tiszaföldvárra ment lelkésznek. Tanulmányozta az aszály által okozott károkat és saját gazdaságában fogott növénynemesítésbe. 1862–63-ban árpa nemesítésével foglalkozott, de érdeklődött a gyümölcs- és zöldségtermesztés, valamint a borászat és a méhészet iránt is. 

## Írásai
Cikkei a Tudományos Gyűjteményben (1836. III. Honi részleges rajzolatok); a Protestáns Egyházi és Iskolai Lapban (1842-1879. Elek Ferencz, Sebestyén István és Tóth Ferencz életrajza, polemiák, könyvismertetések stb.); a Pesti Hírlapban (1841-45. Vallásos nevelés stb.), a Pesti Divatlapban (1845. iróniák, szatirák) írt; még a Kalauzba (1857-58), az Újabbkori ismeretek Tárába (Pap István és Márton István életrajza), a Kecskeméti Közleményekbe (1856), a Debreczeni Egyházi Könyvtárba (1856-60), a Szász Károly Papi Dolgozataiba (1860), a Falusi Gazdába (1863), Népszavába (1869) és a Czelder Figyelmezőjébe (1881).

## Munkái
- A nőnem. Emlékbeszéd... 1838.
- A keresztyén vallás... Pap István kéziratából kiadta 1848. (2. kiadás 1879).
- Kolmár Józseftől: Kathedrai tanítások cz. munkáját kiadta 1854-55. Két kötet.
- A magyar nyelv eredetisége s önkifejtése. Kecskemét, 1857. I. füzet. (Kolmár József Kézirattöredékeinek fölhasználásával).